# Cynortellina lineata
Cynortellina lineata is een hooiwagen uit de familie Cosmetidae.